# Al-Rumadi
Al-Rumădī (arabisk: الرمادي; kaldes også for Ar-Ramădī eller bare Ramădī) er en by, hovedstad i provinsen Al Anbar, i det vestlige Irak. Byen ligger ved Eufrat ca. 110 km vest for Baghdad og nordvest for Habbaniyya-Søen (Haur al-Habbāniyya). Byen har 874.543(2005) indbyggere.
Ramădī blev grundlagt i 1869 af lokale herskere under det Osmanniske rige nær ved den rute, som forbinder Levanten (østkysten af Middelhavet) med Baghdad. Briterne sejrede over osmannerne i et vigtigt slag nær byen i 1917 og afskar dermed Baghdad fra Middelhavet. I 1955 færdiggjorde man en opstemning af Eufrat, Ramadidæmningen, tæt ved byen.
Ramădī betragtes i dag som det sydvestlige hjørne af Iraks sunnitrekant. Den har været et arnested for modstanden mod USA og dets allieredes indgriben i Irak. Da den vigtigste jernbaneforbindelse til Syrien passerer byen, har amerikanske militærchefer længe haft mistanke om, at den bruges som opmarchområde for oprørere.